# HMS Pretoria Castle (F61)
L'HMS Pretoria Castle (F61) fu un incrociatore ausiliario e portaerei di scorta della Royal Navy che servì durante la seconda guerra mondiale. Precedentemente era stato il transatlantico Pretoria Castle della Union-Castle Line, costruito da Harland & Wolff a Belfast e varato nel 1938.

## Storia
Fu requisito dalla Royal Navy nell'ottobre 1939 e convertito in incrociatore ausiliario con cannoni da 150 mm e 76 mm, entrando in servizio nel novembre 1939. Servì in questo ruolo principalmente nell'Atlantico meridionale.
Nel luglio 1942 fu propriamente comprato dalla marina per essere convertito a portaerei di scorta presso il cantiere Swan Hunter, sul Tyne. Entrò nuovamente in servizio nel luglio 1943 e fu utilizzata per esperimenti e per l'addestramento, senza entrare mai in servizio attivo.
Nel 1945 entrò due volte nella storia dell'aviazione. La prima volta quando il capitano Eric "Winkle" Brown atterrò col suo Bell Airacobra Mk. 1 sul ponte, il primo atterraggio di aereo con carrello triciclo anteriore. La seconda volta per il primo decollo ed atterraggio di un aliante da una portaerei, ad opera di John Sproule con uno Slingsby T.20, come parte di una ricerca sulla turbolenza discensionale.
L'11 agosto 1946, mentre era ormeggiata nel Clyde, si svolsero delle prove di movimentazione a bordo di un Gloster Meteor, che portò poi ai test di volo su altre unità.
Alla fine della guerra, nel 1946, la nave fu rivenduta alla Union-Castle Line e riconverita a nave passeggeri con il nuovo nome Warwick Castle. Svolse il servizio di collegamento tra l'Inghilterra e il Sudafrica. Fu, infine, demolita a Barcellona nel 1962.